# Stati Uniti d'America ai II Giochi olimpici invernali
Gli Stati Uniti d'America parteciparono ai II Giochi olimpici invernali, svoltisi a Sankt Moritz, Svizzera, dall'11 al 19 febbraio 1928, con una delegazione di 24 atleti impegnati in sette discipline.

## Medaglie

### Per discipline
| Sport                   | Oro | Argento | Bronzo | Totale |
| ----------------------- | --- | ------- | ------ | ------ |
| Bob                     | 1   | 1       | 0      | 2      |
| Skeleton                | 1   | 1       | 0      | 2      |
| Pattinaggio di figura   | 0   | 0       | 1      | 1      |
| Pattinaggio di velocità | 0   | 0       | 1      | 1      |
| Totale                  | 2   | 2       | 2      | 6      |

### Medaglie
| Medaglia | Atleta                                                               | Sport                   | Evento                          |
| -------- | -------------------------------------------------------------------- | ----------------------- | ------------------------------- |
| Oro      | William Fiske Nion Tucker Geoffrey Mason Clifford Gray Richard Parke | Bob                     | Bob a quattro maschile          |
| Oro      | Jennison Heaton                                                      | Skeleton                | -                               |
| Argento  | Jennison Heaton David Granger Lyman Hine Thomas Doe Jay O'Brien      | Bob                     | Bob a quattro maschile          |
| Argento  | John Heaton                                                          | Skeleton                | -                               |
| Bronzo   | Beatrix Loughran                                                     | Pattinaggio di figura   | Pattinaggio di figura femminile |
| Bronzo   | John O'Neil Farrell                                                  | Pattinaggio di velocità | 500 m maschile                  |